# Capgròs de l'any

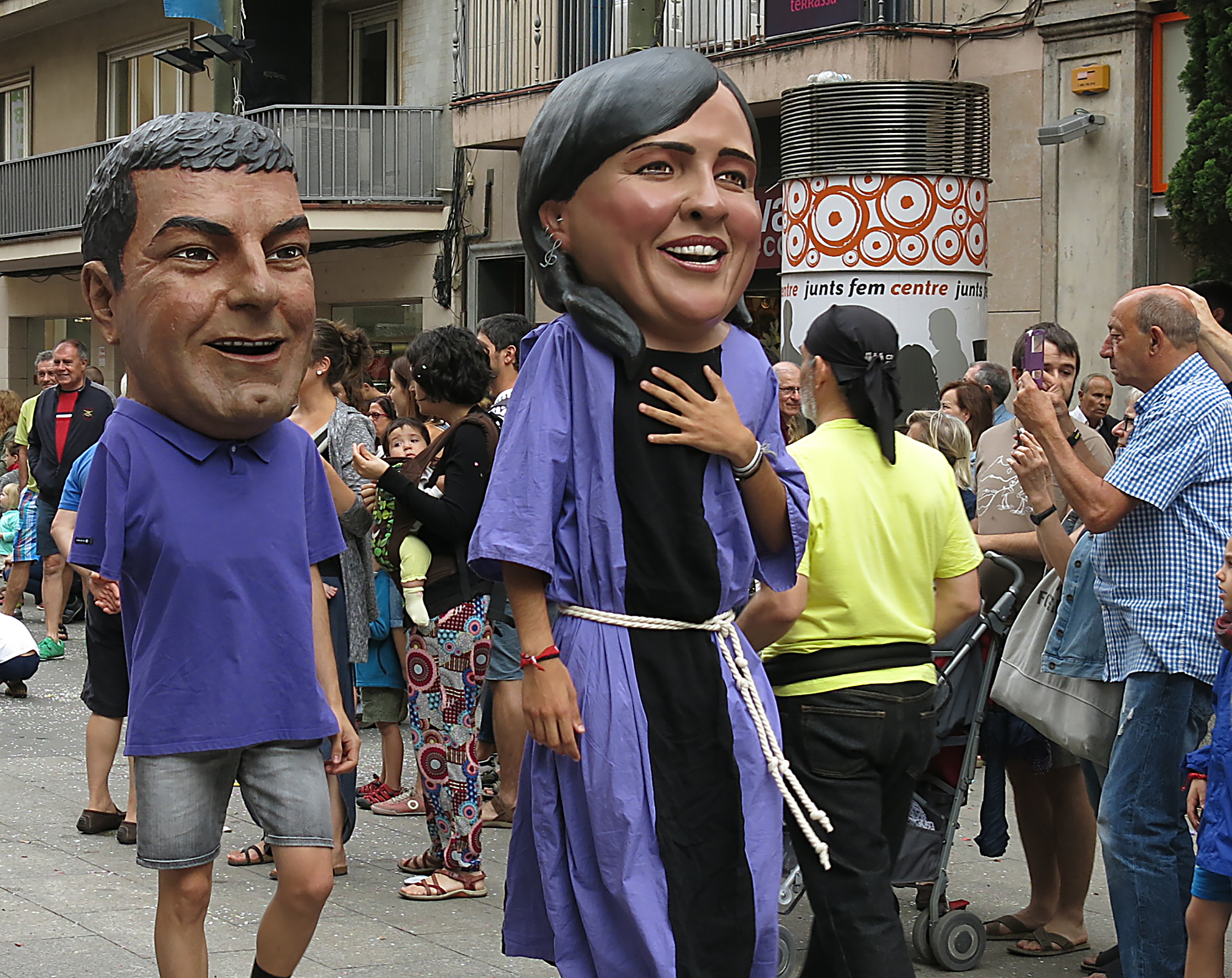
Jordi Grau (2006) i Mireia Gavaldà (2016), a la Festa Major de Terrassa de 2017

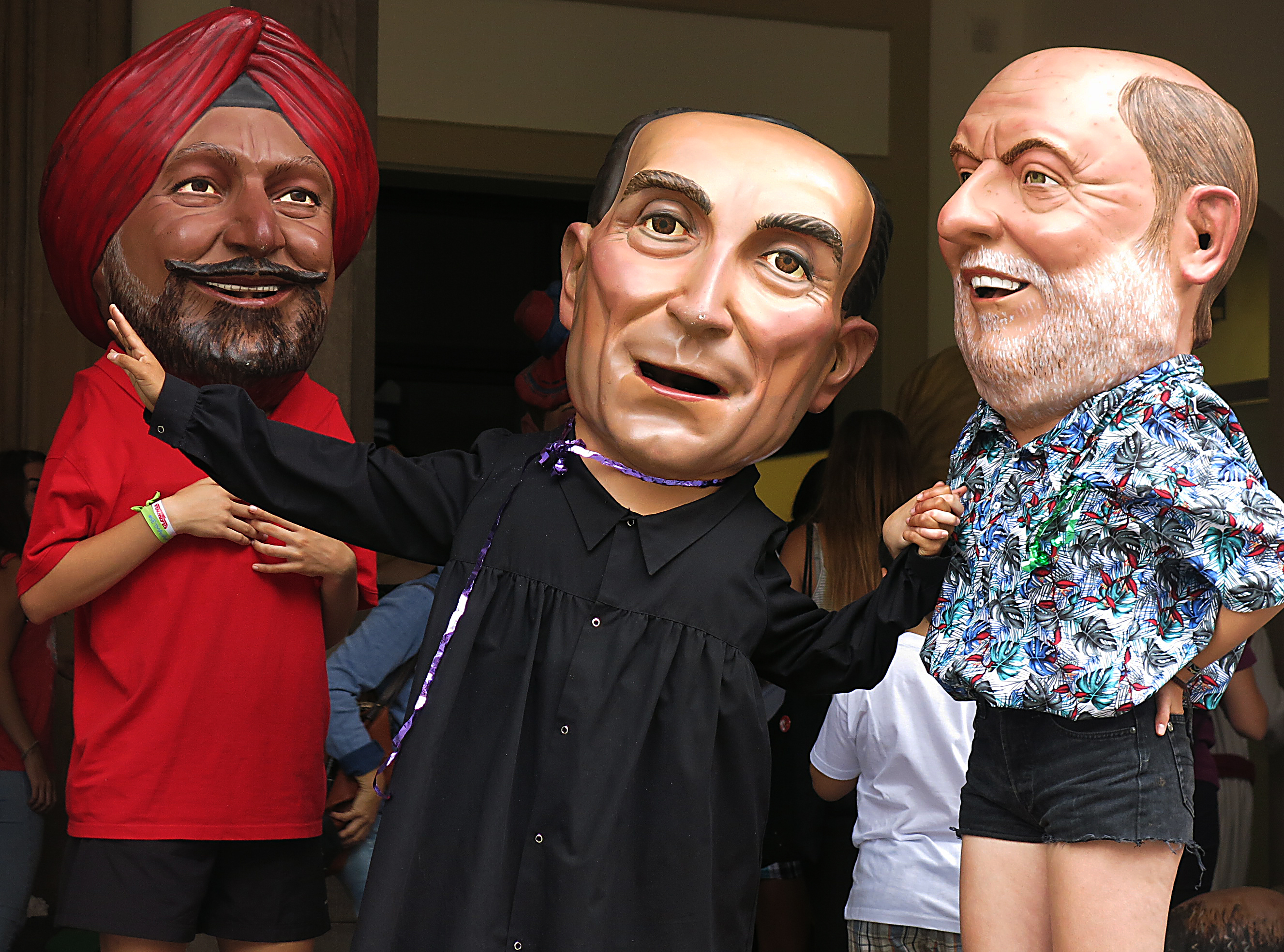
Ranjit (2003), Suri (1992) i Valentí Grau (2015), a la Festa Major de Terrassa de 2017

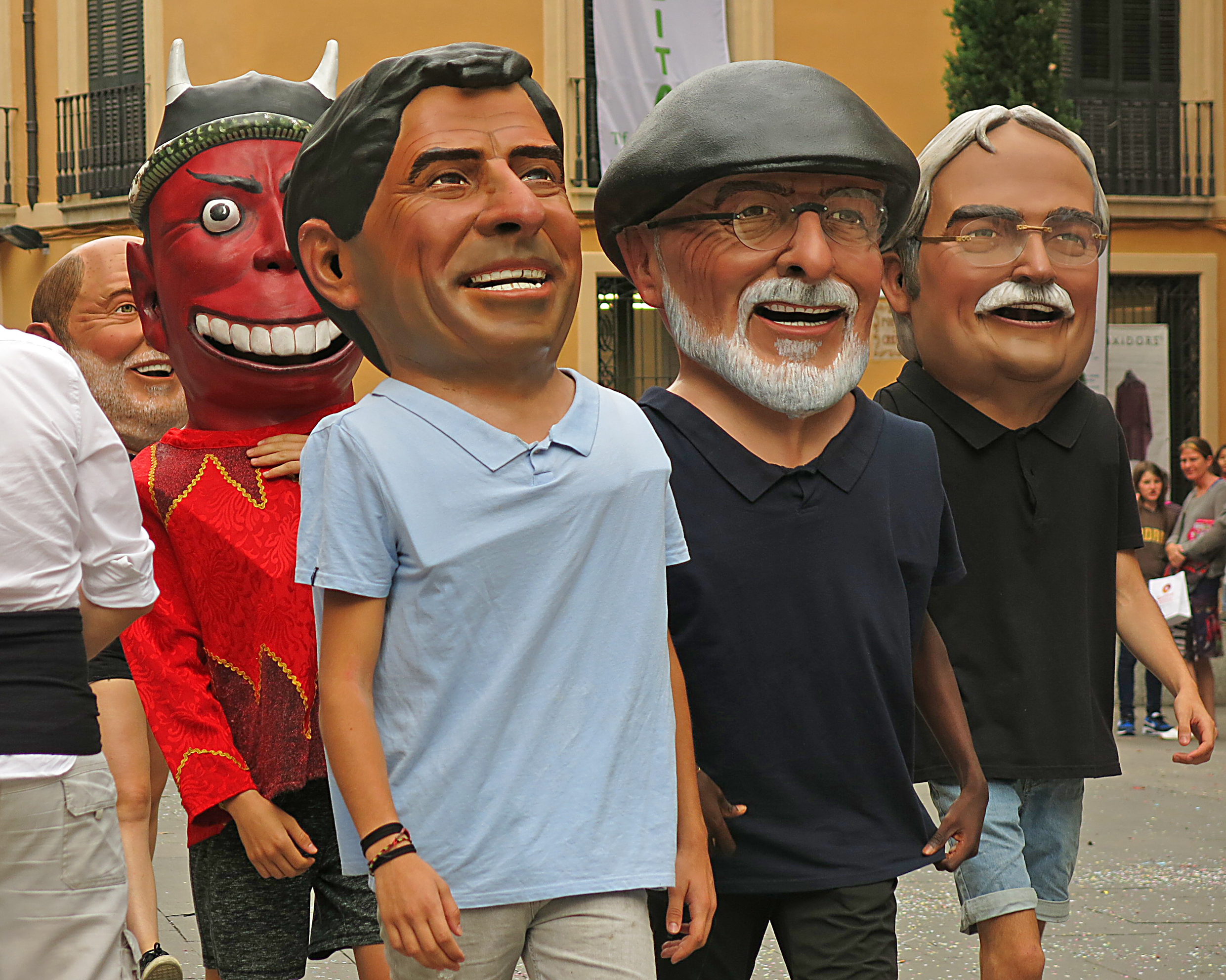
Narcís Serrat (2008), Rafael Aróztegui (2017) i Jaume Cabré (2013), a la Festa Major de Terrassa de 2017

El Capgròs de l'Any és un element de la imatgeria popular de la ciutat de Terrassa (Vallès Occidental) que, des del 1982, es descobreix cada any el divendres de Festa Major després de la lectura del pregó que dona per iniciada la festa. L'objectiu d'aquesta tradició és homenatjar un personatge popular que hagi destacat per la seva aportació a la ciutat de Terrassa amb una reproducció en forma de capgròs.
El Casinet de l’Espardenya organitza una festa de presentació dels candidats a Capgròs de l’Any (anomenats Capdidats) aproximadament un mes abans de la Festa Major. En el transcurs d’aquesta festa, les persones escollides s'adrecen al públic assistent per defensar la seva candidatura, i l’acte inclou també l’actuació dels grups de cultura popular terrassencs. Aquests capdidats són sotmesos a una votació popular, i el guanyador és mantingut en secret fins al dia de la revelació, el divendres de Festa Major. Aquests capgrossos són construïts per l'artista Jordi Grau, del taller El Drac Petit.
El divendres de festa major es descobreix el capgròs de l'any, que passarà a engrossir, ja per sempre més, el grup de Nans i Capgrossos de Terrassa.
Aquesta colla està formada per joves i famílies de l'AEiG Torrent de les Bruixes, que els porten i se n'encarreguen durant les festivitats.

## Llista d'homenatjats[5]
- 1982 - Jordi Labòria i Martorell (Regidor de Cultura d'aquell moment) (Terrassa, 1943-2021)
- 1983 - Lourdes Serra (Responsable durant molts anys del bar dels Amics de les Arts, entitat històrica de la ciutat) (1913)
- 1984 - Joan Grau i Argemí (Propietari de la llibreria més peculiar de la història de la ciutat) (Terrassa, 24 de juny del 1905 - 17 de gener del 1993)
- 1985 - Cristòbal Castro Veredas (Fotògraf del Diari de Terrassa) (Còrdova, 1961)
- 1986 - Quim Prunés i Santamaria (Muntanyenc, cap de l'expedició Saipal 85) (Terrassa, 15 d'abril del 1953)
- 1987 - Antoni Verdaguer i Serra (Director de cinema) (Terrassa, 23 de juliol del 1954)
- 1988 - Antoni Farrés i Sabater (Alcalde de Sabadell) (Sabadell, 4 d'abril del 1945 - 13 de febrer del 2009)
- 1989 - Miquel Pujadó i García (Cantautor) (Madrid, 20 de setembre del 1959)
- 1990 - Juan Colomera (Imitador d'en Cantinflas i animador espontani de les festes populars de la ciutat) (Terrassa, 1950)
- 1991 - Rosa Mora i López (Promotora de la Cultura Popular de la ciutat) (Sant Cugat, 1936 - Terrassa, 1990) Nomenat a títol pòstum.
- 1992 - Floreal Soriguera i Soriguera "Suri" (Pintor i activista cultural) (Le Bastide Roure-Francs, 15 d'abril del 1927 - Terrassa, 1 de març del 2023)
- 1993 - Lluís Bonet i Armengol (Sacerdot) (Barcelona, 17 de setembre del 1931)
- 1994 - Andreu Fresnadillo i Raso (Tocoginecòleg i primer regidor en utilitzar el català a l'Ajuntament durant la Dictadura) (Barcelona, 21 de juliol del 1936 - Terrassa, 9 de juliol del 2001)
- 1995 - Marc Galí i Segués (Activista cultural i ballador infatigable) (Terrassa, 19 de febrer del 1955)
- 1996 - Mercè Corbera i Penalva (Impulsora de Rialles) (Terrassa, 16 d'abril del 1953)
- 1997 - Miqui Giménez i Molina (Músic i animador infantil vinculat a l'escoltisme de la ciutat) (Terrassa, 1958)
- 1998 - Ramon Martínez (Característic seguidor del Barça) (Terrassa, 1929)
- 1999 - Adrià Font (Músic de jazz i alpinista) (Terrassa, 16 d'agost del 1945)
- 2000 - Quimet Carreras i Borràs (Músic i 'xouman') (Terrassa, 23 de gener del 1949)
- 2001 - Joan Siurana i Eixarch "Matraca" (Personatge peculiar i estrafolari, pintor) (Barcelona, 25 de juny del 1962 - Terrassa, 15 de febrer del 2018[6])
- 2002 - Xavier Coral (Presentador de televisió) (Terrassa, 1971)[7]
- 2003 - Ranjit Singh Kaur (Entrenador d'hoquei herba) (25 de setembre del 1949 - Terrassa, 26 de setembre del 2020)
- 2004 - Carles Llongueras i Morera (Músic i docent, molt vinculat a la música de caràcter més popular) (Terrassa, 7 d'octubre del 1962)
- 2005 - Maria Dolors Duocastella i Roig "La Suri" (Activista cultural i artista: actriu, rapsode, pintora, poetessa..) (Manresa, 18 de juny del 1926 - Terrassa, 22 de maig del 2014)
- 2006 - Josep Maria Farràs (Músic de jazz i botiguer) (Terrassa, 27 de març del 1942)
- 2006 (bis)- Jordi Grau i Martí (Artista creador dels Capgrossos de l'Any, excepte del seu.) (Terrassa, 1 de juny del 1961) Regal amb motiu dels 25 anys del Capgròs de l'Any.
- 2007 - Jaume Bernet (Actor)
- 2008 - Narcís Serrat i Comerma (Alpinista, llibreter i artista) (Terrassa, 7 de febrer del 1954)
- 2009 - Ramon Codinas i Fort (Històric casteller dels Minyons de Terrassa) (Terrassa, 27 de juny del 1967)
- 2010 - Josefina Alonso i Rios (La castanyera de la Rambla) (Berja -Almería-, 12 de febrer del 1932 - Terrassa, 25 d'agost del 2016)
- 2011 - Montse Saludes i Closa (Fotògrafa) (Terrassa, 31 de maig del 1964)[8]
- 2012 - Pepe Hidalgo (dansaire de l'Esbart Egarenc)(Santa Cruz -Cordova-, 1950)[9]
- 2013 - Jaume Cabré i Fabré (escriptor) (Barcelona, 30 d'abril del 1947)[10]
- 2014 - Salvador Cardús i Ros (sociòleg i periodista) (Terrassa, 12 de juny del 1954)[11]
- 2015 - Valentí Grau i Muntada (Promotor de Jazz) (Terrassa, 29 de març del 1944)
- 2016 - Mireia Gabaldà i Pérez (Membre de l'organització del Carnestoltes) (Barcelona, 14 de juny del 1982)
- 2017 - Rafael Aróztegui i Peñarroya (Fotògraf) (Sabadell, 10 de setembre del 1945)
- 2018 - Lluís Puig i Gordi (Conseller del Govern, represaliat per l'estat espanyol. Exiliat) (Terrassa, 18 d'octubre del 1959)
- 2018 (bis) - Josep Rull i Andreu (Conseller del Govern, represaliat per l'estat espanyol. Pres) (Terrassa, 2 de setembre del 1968)
- 2019 - Rosa Aguado (Actriu) (Terrassa, 29 d'agost del 1958)
- 2020 - Infermera anònima de la COVID-19 (Dedicat a tot el personal sanitari en temps de pandèmia)
- 2021 - Domènec Ferran i Gómez (Activista i historiador vinculat al Museu de Terrassa) (Terrassa, 24 d'octubre del 1957)
- 2022 - Damià Rodríguez Vila "Lildami" (Cantant de música urbana en llengua catalana) (Terrassa, 22 de maig de 1994)
- 2023 - Núria Salán Ballesteros (Científica) (Barcelona, 9 de juny de 1963)
- 2024 - Àlex Marteen (discjoquei, travesti multifuncional, cantant)[12]